# 阿马兰蒂 (皮奥伊州)
阿马兰蒂（葡萄牙語：Amarante）是巴西皮奥伊州的一个市镇。总面积1304.775平方公里，总人口16860人，人口密度12.9人/平方公里。